# Odontopera atrofasciata
Odontopera atrofasciata là một loài bướm đêm trong họ Geometridae.